# Тошев, Юрий
Юрий Георгиев Тошев (болг. Юрий Георгиев Тошев, 24 декабря 1907, София — 19 апреля 1974, Пловдив) — болгарский шахматист, чемпион Болгарии 1942 и 1947 гг. Участник международных соревнований в составе сборной Болгарии.
Врач по профессии. Окончил Софийский университет. Сделал хорошую научную карьеру. С 1955 по 1973 гг. заведовал кафедрой пропедевтики хирургических болезней в клинике Пловдивского университета. Был ректором Пловдивского университета.

## Спортивные результаты
| Год  | Город    | Соревнование                                                    | +  | − | = | Результат | Место |
| ---- | -------- | --------------------------------------------------------------- | -- | - | - | --------- | ----- |
| 1928 | София    | Чемпионат Софийского шахматного клуба                           |    |   |   |           | 1     |
| 1933 | Варна    | Чемпионат Болгарии                                              |    |   |   | 6 из 7    | 1—2   |
|      | Варна    | Дополнительный матч с Г. Гешевым                                |    |   |   | 3½ : 4½   |       |
| 1934 | София    | Чемпионат Болгарии                                              |    |   |   |           | 2     |
| 1936 | Мюнхен   | Неофициальная шахматная олимпиада (сборная Болгарии, 6-я доска) | 7  | 8 | 4 | 9 из 19   |       |
| 1942 | София    | Чемпионат Болгарии                                              |    |   |   |           | 1     |
| 1943 | Диошгьор | Чемпионат Венгрии                                               |    |   |   |           | 6—7   |
| 1946 | Белград  | Балканиада                                                      |    |   |   |           |       |
| 1947 | София    | Чемпионат Болгарии                                              | 10 | 2 | 5 | 12½ из 17 | 1—2   |
|      | София    | Балканиада (сборная Болгарии, 3-я доска)                        | 1  | 1 | 1 | 1½ из 3   |       |
| 1949 | София    | Матч Болгария — Чехословакия (против Й. Лоумы)                  | 1  | 0 | 1 | 1½ из 2   |       |